# Andrija Jukic
Andrija Jukic (* 3. Januar 1987 in Perth) ist ein australischer Fußballspieler kroatischer Abstammung. Der Mittelfeldakteur spielte als Profi bei Perth Glory in der A-League und bei Bogor Raya FC in der Indonesia Premier League.

## Karriere
Jukic entstammt, wie auch sein älterer Bruder Luka, dem Nachwuchsbereich des von kroatischen Immigranten gegründeten Vereins Western Knights und rückte 2004 17-jährig in die Herrenmannschaft mit Spielbetrieb in der Premier League von Western Australia auf. Dort kam er in seinem ersten Jahr regelmäßig zum Einsatz, als neben der Meisterschaft auch der Champion-of-Champions-Wettbewerb gewonnen wurde. Am Saisonende wurde er auf Bundesstaatsebene als Rookie of the Year (dt. Neuling des Jahres) ausgezeichnet und mannschaftsintern als Most Improved Player (dt. meist-verbesserter Spieler) ausgezeichnet. 2004 gehörte er auch zur U-19-Auswahl des Bundesstaates Western Australia, dortige Mitspieler waren unter anderem Jeff Bright, David Micevski, Nick Ward und Nikita Rukavytsya, die allesamt ihre Profikarriere bei Perth Glory starteten.
Nach einer weiteren Saison mit den Knights verbrachte er das Jahr 2006 im Ausland; vermutlich bei einem Fußballklub in Kroatien. Für die Saison 2007 kehrte der Spielmacher zu den Western Knights zurück und wurde für seine Saisonleistung in die Mannschaft der Saison gewählt. Zur Saison 2008 wechselte Jukic zum Ligakonkurrenten Perth SC. Im März 2008 nahm Jukic als Testspieler mit dem A-League-Klub Perth Glory an einer Testspielreise nach China teil und wurde im selben Jahr, wie schon 2007, in die Auswahl von Western Australia berufen. Mit dem Auswahlteam gewann er mit 3:2 gegen Perth Glory in einem seit 1998 alljährlich zwischen den beiden Mannschaften ausgetragenen Freundschaftsspiel, Jukic steuerte zum ersten Sieg der Bundesstaatsauswahl in diesen Aufeinandertreffen einen Treffer bei.
Für die neu geschaffene A-League National Youth League wurde er von Nachwuchstrainer Gareth Naven zur Saison 2008/09 in das Jugendteam von Perth Glory aufgenommen und fungierte als dessen Kapitän. Dort war Jukic, der bis zu diesem Zeitpunkt seinen Lebensunterhalt als Handelsassistent in der Bergbauindustrie verdiente, mit sechs Saisontoren bester Torschütze des Teams und gehörte gegen Ende der Saison auch mehrfach zum Kader des Profiteams. Seinem Debüt am 15. Dezember 2008 gegen Wellington Phoenix folgten bis Saisonende drei weitere Einsätze als Einwechselspieler. Für die Spielzeit 2009/10 war Jukic neben Scott Neville, Anthony Skorich, Howard Fondyke und Brent Griffiths einer von fünf Spielern aus dem Jugendteam, der mit einem Profivertrag ausgestattet wurde. Im Saisonverlauf kam er regelmäßig per Einwechslung zum Einsatz, als dem Team erstmals der Einzug in die Meisterschafts-Play-offs gelang. Nachdem er in der Spielzeit 2010/11 kaum mehr zum Einsatz gekommen war, wurde er zum Jahreswechsel vorzeitig aus seinem Vertrag entlassen, um zu Bogor Raya FC in die neu geschaffene Indonesia Premier League zu wechseln.
Seine 1989 geborene Schwester Katarina spielt 2008 unter anderem für das Frauenteam von Perth Glory in der W-League.